# رينيه فان إيك
رينيه فان إيك (بالهولندية: René van Eck)‏ هو مدرب كرة قدم ولاعب كرة قدم هولندي، ولد في 18 فبراير 1966 في روتردام في هولندا. لعب مع دين بوستش ونادي إكسلسيور ونادي فينترتور ونادي كرينز ونادي لوزيرن ونادي نورنبرغ.

## وصلات خارجية
- رينيه فان إيك على موقع قاعدة بيانات كرة القدم.إي يو (الإنجليزية)
- رينيه فان إيك على موقع عالم كرة القدم.نت (الإنجليزية)